# جوردن سنكلير
جوردن سنكلير (بالإنجليزية: Jordan Sinclair)‏ هو لاعب كرة قدم بريطاني في مركز الوسط، ولد في 11 يوليو 1996. لعب مع نادي هيبرنيان.